# محمد شفيق (ملحن)
محمد شفيق (1367هـ - 9 أغسطس 2011م) موسيقار وملحن سعودي، يعتبر من أهم رموز الأغنية السعودية ويحمل سجله الفني ألحان العديد من الأعمال الغنائية الشهيرة منها أوبريت «مولد أمة» و«هلا بالطيب الغالي» و«الله الله يا منتخبنا» كما لحن مقدمة مسلسل «أصابع الزمن» للفنان محمد حمزة. وتغنى بألحانه كبار مطربي الخليج منهم: الفنان عبدالكريم عبدالقادر وطلال مداح، ومحمد عبده وكاظم الساهر إضافة للفنانين عبدالمجيد عبدالله وراشد الماجد وعلي عبدالكريم ومحمد عمر والفنانة رباب وسميرة سعيد وأيضاً عبادي الجوهر وغيرهم.

## حياته
بدأ حياته الفنية كعازف في فرقة الإذاعة والتلفزيون في جدّة (السعودية) ودرس في المعهد العربي للموسيقى في القاهرة، وحاز على «بكالوريوس» في الآلات الوترية قبل أن يصبح واحداً من أهم وأشهر الملحنين السعوديين، حيث لُقّب بـ «ملحن الأغنية الوطنية الأول»، كما تولى رئاسة القسم الموسيقي في فرقة الإذاعة والتلفزيون لسنوات طويلة.
توفي يوم الثلاثاء 9 رمضان 1432 هـ - 9 أغسطس 2011م في منزله بجدة بعد صراع طويل مع المرض حيث كان يشكو من أعراض تقرحات في المعدة ظهرت منذ العام 2009 وتسببت في انسداد شرايين القلب وخفض وزنه بشكل كبير ما أجبره على السفر إلى ألمانيا للعلاج وعاد منها ليستكمل علاجه في مدينة جدة لكن الموت عاجله في منزله.   

## أبرز ألحانه

### أوبريتالجنادرية
- مولد أمة
- وقفة حق
- كفاح أجيال
- كتاب مجد بلادنا

### عبدالكريم عبدالقادر
- أنا ويلي
- لا
- أنا آسف
- علام القمر
- متى تشوف العين

### محمد عبده
- الله يمسيك بالخير (وتسلم لي)
- يادموعه
- واحشني زمانك
- بحر العيون
- سلم علي بعينك
- أنا حبيبي
- الله البادي (وطنية)
- القلوب أصحاب
- انتوا اللي تغيرتوا
- آخر العنقود
- علمتها
- هلا بالطيب الغالي
- لاتسرق الوقت
- ليالي نجد
- السنين
- مشرق النور

### طلال مداح
- اجمع الرمل
- احبابك سروا
- فاتر اللحظ
- أسبوع
- يسعدك
- لاجديد
- بكيفك
- نشوفك
- ياشوق طير بيه
- لعبك طرب
- مدري دريت

### عبدالمجيد عبدالله
- ليلة الأنس
- ظل الهدب
- ياشمس نورتي
- خاتم سليمان